# 悪魔のエイリアン
『悪魔のエイリアン』（あくまのえいりあん、Beware! The Blob）は、1972年のアメリカ合衆国のSF映画。
日本でのテレビ放送時のタイトルは『SF人喰いアメーバの恐怖No.2』、DVD発売時のタイトルは『人喰いアメーバの恐怖2』 。
1958年公開のSF映画「マックイーンの絶対の危機」の続編。前作とは打って変わり、コメディ仕立ての作風となっている。

## キャスト
- ボビー・ハートフォード：ロバート・ウォーカー・Jr（森下哲夫）
- レスリー：キャロル・リンレイ（横沢啓子）
- リサ・クラーク：グウィン・ギルフォード
- エドワード・ファジオ：リチャード・スタール
- ジョーンズ保安官：リチャード・ウェッブ
- アデルマン：ディック・ヴァン・パタン
  - TV初放送：1976年7月28日、日本テレビ「水曜ロードショー」[2]
  - 吹き替え音源はソフト未収録。